# José Devaca
José Ricardo Devaca Sánchez (ur. 18 września 1982 w Capiatá) – paragwajski piłkarz występujący na pozycji obrońcy.

## Kariera klubowa
Devaca zawodową karierę rozpoczynał w 2000 roku w zespole Cerro Porteño. W 2001 roku zdobył z nim mistrzostwo Paragwaju. Na początku 2002 roku podpisał kontrakt z włoskim Udinese Calcio. Stamtąd był wypożyczany do Cerro Porteño oraz do argentyńskiego San Lorenzo. W 2004 roku wraz z Cerro zdobył mistrzostwo Paragwaju. W barwach Udinese nie rozegrał żadnego spotkania.
W 2005 roku Devaca odszedł do Libertadu. Na część sezonu 2006 ponownie trafił do Cerro Porteño. W połowie 2006 roku podpisał kontrakt z argentyńskim Godoy Cruz. W Primera División Argentina zadebiutował 6 sierpnia 2006 w przegranym 0:1 pojedynku z Argentinos Juniors. 18 lutego 2007 w przegranym 1:2 spotkaniu z Arsenalem Sarandí strzelił pierwszego gola w Primera División Argentina. W Godoy Cruz spędził rok.
W 2007 roku Devaca trafił do Banfield, także grającego w Primera División Argentina. Pierwszy ligowy mecz rozegrałtam 4 sierpnia 2007 przeciwko Estudiantes La Plata (0:3). W 2009 roku zdobył z zespołem mistrzostwo fazy Apertura. W 2010 roku odszedł z klubu. W 2011 roku podpisał kontrakt z indonezyjską Persemą Malang. Następnie grał w zespołach Rubio Ñú, Deportivo Capiatá oraz Banfield. W 2015 roku zakończył karierę.

## Kariera reprezentacyjna
W reprezentacji Paragwaju Devaca zadebiutował 9 lipca 2004 roku w wygranym 1:0 meczu rozgrywek Copa América z Kostaryką. Na tamtym turnieju, zakończonym przez Paragwaj na ćwierćfinale, nie zagrał jednak już w żadnym pojedynku. W tym samym roku Devaca wziął udział w letnich igrzyskach olimpijskich, na których wraz z drużyną wywalczył srebrny medal.